# Grafschaft Cerdanya
Die Grafschaft Cerdanya, auf Katalanisch Comtat de Cerdanya, war eine der katalanischen Grafschaften, die aus der Spanischen Mark Karls des Großen hervorgingen. Zwischen den Jahren 789 und 870 wurde sie von den Grafen von Urgell beherrscht. Später war sie im Besitz eines jüngeren Zweiges der Grafenfamilie von Barcelona, die auch die Grafschaften Besalú, Conflent und Berga beherrschte.

## Haus Cerdanya
- 863–873 Salomon von Cerdanya

## Haus Barcelona
- 873–897 Wilfried I. der Haarige (Graf von Urgell, Barcelona, Girona und Besalú) Sohn des Sunifred I. von Barcelona
- 897–927 Miró der Jüngere (Graf von Besalú, Berga und Conflent) Sohn
- 927–968 Sunifred II. (Graf von Besalú, Berga und Conflent) Sohn
- 968–988 Oliba Cabreta (Graf von Besalú, Berga, und Conflent) Bruder
- 988–1035 Wilfried II. (Graf von Berga und Conflent) Sohn
- 1035–1068 Raimund Wilfried (Graf von Berga und Conflent) Sohn
- 1068–1095 Wilhelm Raimund (Graf von Berga und Conflent) Sohn
- 1095–1099 Wilhelm Jordan (Graf von Berga und Conflent, später Graf von Tripolis) Sohn
- 1099–1117 Bernard Wilhelm (Graf von Berga und Conflent) Bruder

Nach dem erbenlosen Tod Graf Bernhards werden dessen Besitzungen durch Raimund Berengar III. von Barcelona beerbt.
- 1162–1168 Raimund Berengar IV. (Graf von Provence) Enkel Raimund Berengars III.
- 1168–1223 Sancho (Graf von Rosselló) Bruder
- 1223–1242 Nuno Sanchez (Graf von Rosselló) Sohn

Cerdanya wird mit der Krone Aragons vereint. 1276 vermacht König Jakob I. von Aragon seinem jüngeren Sohn, dem König von Mallorca die Grafschaft.
- 1276–1311 Jakob (II.) (König von Mallorca)
- 1311–1324 Sancho (I.) (König von Mallorca) Sohn
- 1324–1349 Jakob (III.) (König von Mallorca) Neffe
- 1349–1375 Jakob von Les Baux Sohn
- 1375–1403 Isabella Schwester

## Krone von Aragonien / Königreich Frankreich
Im Jahr 1462 wurde der Vertrag von Bayona zwischen Ludwig XI. von Frankreich und Johann II. von Aragonien geschlossen. In diesem Vertrag verpfändete Johann II. die Grafschaften Roussillon und Cerdanya für die Bezahlung einer Lieferung von Waffen und einen Militäreinsatz im Wert von 300.000 Kronen an den König von Frankreich. Ludwig XI. von Frankreich nahm im Jahr 1463 durch einen Einmarsch die Grafschaften Roussillon und Cerdanya in Besitz. Im Vertrag von Barcelona vom 19. Januar 1493 wurde zwischen den Katholischen Königen und Karl VIII. von Frankreich die Rückgabe der Grafschaften Roussillon und Cerdanya an die Krone von Aragonien vereinbart. Im Pyrenäenfrieden wurde im Jahr 1659 endgültig die Übergabe der nördlich der Pyrenäen liegenden Teile Kataloniens, auch der Grafschaft Cerdanya, an Frankreich vereinbart.